# Stena Germanica
Stena Germanica — шведський вантажо-пасажирський пором (RoPax), який належить компанії StenaLine. Став першим судном з двигунами, що можуть використовувати як паливо метанол.
Судно спорудили у 2001 році на верфі компанії Astilleros Espanoles в Пуерто-Реаль (Іспанія). Цей круїзний пором, що здійснює рейси на лінії Гетеборг (Швеція) — Кіль (Німеччина) може брати на борт 1300 пасажирів та 300 автомобілів.
У 2010-х роках активізувались пошуки методів зменшення викидів шкідливих речовин при роботі суднових двигунів, причому найбільше поширення отримала технологія застосування ЗПГ. Водночас використання метанолу як палива дозволяло досягти не гірші результати за рівнем впливу на довкілля та уникнути певних ризиків, пов'язаних із поводженням зі зрідженим газом. У 2015 році власники Stena Germanica замовили конверсію одного з чотирьох двигунів під метанол. Проєкт реалізовувався за підтримки адміністрації портів Кіля та Гетеборга, а також найбільшого світового виробника майбутнього палива Methanex Corporation. Роботи провели на польській верфі Remontova у Гданську.
Осінню 2015-го судно повернулось на зазначену верф для конверсії другого двигуна. На той час перший відпрацював близько 700 годин і проведена інспекція не виявила поганого впливу нового палива на його стан. При цьому під час роботи з повним навантаженням двигун споживає суміш із 95% метанолу та 5% суднового дизельного пального. В результаті досягається зменшення викидів сполук сірки майже на 100%, а оксидів азоту на 60%. З урахуванням отриманих результатів, запланували перевести всі чотири двигуни на метанол. Бункерування цим паливом відбувається в порту Гетеборга.
Можливо також відзначити, що вже за кілька місяців після конверсії Stena Germanica стало до ладу перше судно, спеціально спроєктоване під використання метанолу як палива — хімічний танкер Lindanger.